# H-принцип

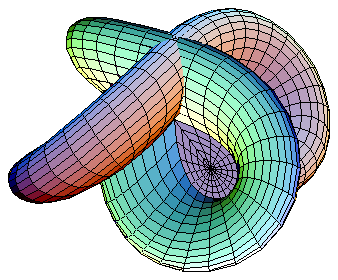
Возможность вывернуть сферу наизнанку является одним из проявлений h-принципа

H-принцип (читается «аш-принцип») — общий способ решения дифференциальных уравнений в частных производных и, в более общем плане, дифференциальных соотношений в частных производных. 
Н-принцип хорош для недоопределённых систем, подобных тем, которые появляются в задачах о погружении, изометрическом погружении и других.
Теория оформилась в работах Элиашберга, Громова и Филлипса.
Основанием послужили более ранние результаты, в которых решение дифференциальных соотношений сводилось к гомотопии, в частности в задачах о погружениях.
Первые идеи h-принципа появились в теореме Уитни — Грауштайна, парадоксе выворачивания сферы, теореме Нэша — Кёйпера  и теореме Смейла — Хирша.

## Примерное представление
Предположим, мы хотим найти функцию {\displaystyle f} на {\displaystyle \mathbb {R} ^{m}}, которая удовлетворяет дифференциальному уравнению в частных производных степени {\displaystyle k} в координатах {\displaystyle (u_{1},u_{2},\dots ,u_{m})}. 
Это уравнение можно записать как
{\displaystyle \Psi (u_{1},u_{2},\dots ,u_{m},J_{f}^{k})=0,}
где {\displaystyle J_{f}^{k}} означает все частные производные {\displaystyle f} до степени {\displaystyle k}. 
Вместо каждой переменной в {\displaystyle J_{f}^{k}} подставим независимую переменную {\displaystyle y_{1},y_{2},\dots ,y_{N}.}
Наше исходное уравнение можно рассматривать как систему
{\displaystyle \Psi (u_{1},u_{2},\dots ,u_{m},y_{1},y_{2},\dots ,y_{N})=0}
и некоторое количество уравнений следующего типа 
{\displaystyle y_{j}={\partial ^{k}f \over \partial u_{i_{1}}\ldots \partial u_{i_{k}}}.}
Решение уравнения
{\displaystyle \Psi (u_{1},u_{2},\dots ,u_{m},y_{1},y_{2},\dots ,y_{N})=0}
называется формальным или неголономным решением, решение системы (которое является решением нашего первоначального уравнения) называется голономным решением.
Для существования голономного решения необходимо существование  неголономного решения. 
Обычно последнее довольно легко проверить, и если его нет, то наше исходное уравнение не имеет решений.
Говорят, что уравнение в частных производных удовлетворяет h-принципу, если любое неголономное решение может быть продеформировано в голономное в классе неголономных решений. 
Таким образом, при выполнении h-принципа, дифференциально-топологическая задача сводится к алгебраической и топологической задаче. 
Более конкретно это означает, что кроме топологических, нет других препятствий для существования голономных решений. 
Топологическая проблема поиска неголономных решений обычно намного проще.
Многие недоопределенные дифференциальные уравнения в частных производных удовлетворяют h-принципу. 
Невыполнение h-принципа для определённого уравнения — тоже интересное утверждение, интуитивно это означает, что изучаемые объекты имеют нетривиальную геометрию, которая не может быть сведена к топологии. 
Примером служат лагранжевы вложения в симплектическое многообразие;
они не удовлетворяют h-принципу, чтобы доказать это, используют инварианты на основе псевдо-голоморфных кривых.

### Простейший пример
Рассмотрим автомобиль, движущийся в плоскости. Положение машины на плоскости определяется тремя параметрами: двумя координатами {\displaystyle x} и {\displaystyle y} (например, пусть эти координаты задают положение средней точки между задними колёсами) и углом {\displaystyle \alpha }, который описывает ориентацию автомобиля. В движении автомобиль удовлетворяет уравнению
{\displaystyle {\dot {x}}\sin \alpha ={\dot {y}}\cos \alpha ,}
предполагая, что автомобиль двигается без заноса. 
Неголономное решение в данном случае соответствует движению автомобиля за счет скольжения в плоскости. В этом случае неголономные решения не только гомотопны голономным, но также они сколь угодно хорошо аппроксимируются голономными (этого можно добиться движением взад-вперед, как при параллельной парковке в ограниченном пространстве) — обратите внимание, что при этом и положение и направление автомобиля аппроксимируются сколь угодно близко. Последнее свойство сильнее, чем общий h-принцип; оно называется {\displaystyle C^{0}}-плотный h-принцип.

## Приложения
Здесь перечислены несколько контринтуитивных результатов, которые можно доказать применением h-принципа:
- Выворачивание конуса.[1] Рассмотрим функцию f на R2 без начала координат, {\displaystyle f(x)=|x|}. Тогда существует непрерывное однопараметрическое семейство функций {\displaystyle f_{t}} таких, что {\displaystyle f_{0}=f}, {\displaystyle f_{1}=-f}, и для любого {\displaystyle t} градиент {\displaystyle f_{t}} отличен от нуля в любой точке.
- Любое открытое многообразие допускает (не полную) риманову метрику положительной (или отрицательной) кривизны.
- Выворачивание сферы без складок или разрыва может быть проделано, используя только {\displaystyle C^{1}} изометрические вложения сферы.
- Теорема Нэша о регулярных вложениях.